# Zoonavena
Genre
Le genre Zoonavena comprend 3 espèces de Martinets, une endémique de l'Inde (Ghâts occidentaux), l'autre de Sao Tomé-et-Principe, la dernière de Madagascar, des Comores et de Mayotte.

## Liste des espèces
D'après la classification de référence (version 2.2, 2009) du Congrès ornithologique international (ordre phylogénique) :
- Zoonavena grandidieri – Martinet de Grandidier
- Zoonavena thomensis – Martinet de Sao Tomé
- Zoonavena sylvatica – Martinet indien